# 早水満尭

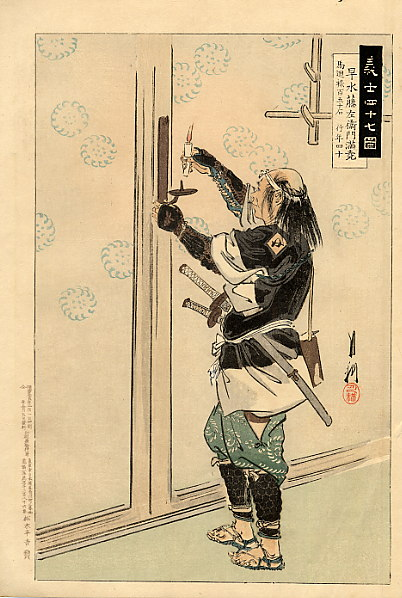
『義士四十七図　早水藤左衛門満尭』（尾形月耕画）

早水 満尭 （はやみ みつたか、寛文4年（1664年） - 元禄16年2月4日（1703年3月20日））は、江戸時代前期の武士。赤穂浪士四十七士の一人。通称は藤左衛門（とうざえもん）。

## 生涯
備前国岡山藩（池田家）家臣の山口家常の三男として誕生。山口家の家督は兄の和夷が継いだため、元禄元年（1688年）に播磨国赤穂藩（浅野家）の家臣・早水満輝（200石）の婿養子になる。元禄12年（1699年）8月22日、養父の隠居により家督相続し150石の相続が許された、馬廻役として仕えた。
元禄14年（1701年）3月14日の主君・浅野長矩の殿中刃傷の際には江戸にいた。その後、萱野重実とともに、長矩の養子（血縁上は弟）の浅野長広の書状を携え、赤穂へ第一報を伝える急使となる。赤穂城到着後は大石良雄派として行動し、赤穂城開城後の5月3日に大石良雄へ指令不背の誓約書を提出した。しばらく赤穂に住んでいたが、8月には京都へ移った。11月に大坂で橋本平左衛門が遊女はつと心中した際には同じ岡林直之の組に属していた藩士である満尭がその後始末をした。また元禄15年（1702年）2月と3月の二度にわたって、兄に金の無心をしており、このあたりから金が尽きたと思われる。10月7日、大石良雄の供をして江戸へ下向し、良雄と同じ日本橋石町三丁目小山屋で暮らした。
吉良邸討ち入りでは、表門隊に属し弓矢で戦った。早水は、弓術では海内無双と称えられた星野茂則に師事した弓の名手であり、吉良家家臣たちも早水の弓の命中率の高さに怯えたという。武林隆重が吉良を斬殺し、討ち入り引き上げ後は、熊本藩（細川家）の上屋敷に預けられた。元禄16年（1703年）2月4日、細川家家臣・魚住惣右衛門の介錯で切腹。享年40。主君・浅野長矩と同じく泉岳寺に葬られた。法名は刃破了剣信士。
なお現在、「早水」と書いて「はやみ」と読む一族は、全て同じ一族（血縁）との説もある。

## 創作
講談では元岡山の町人・茶屋四郎右衛門で、山賊を何人も切り殺している。